# Tiêu Công Quyền
Tiêu Công Quyền (tiếng Trung: 蕭公權; tên tiếng Anh: K. C. Hsiao; 29 tháng 12 năm 1897 – 4 tháng 11 năm 1981) là học giả và giáo sư người Trung Quốc. Ông được biết đến với những cống hiến cho nền khoa học chính trị và lịch sử Trung Hoa.

## Cuộc đời và sự nghiệp
Tiêu Công Quyền viếng thăm Hoa Kỳ lần đầu vào năm 1920 theo Chương trình Học bổng bảo lãnh Nghĩa Hòa Đoàn,, ông ở lại đó sáu năm rồi đến năm 1926, nhận học vị tiến sỹ (Ph.D.) của Đại học Cornell. Sau đó, ông quay về Trung Quốc, trở thành giáo sư khoa học chính trị của Đại học Yên Kinh trong giai đoạn 1930 tới 1932, và sau đó là Đại học Thanh Hoa từ năm 1932 tới năm 1937. Năm 1937 Chiến tranh Trung-Nhật bùng nổ, ông đến Đại học Tứ Xuyên và Đại học Quang Hoa (光華大學, Kwang Hua University) để giảng dạy. Thất vọng với sự thiếu thốn cơ sở nghiên cứu do hệ quả của Chiến tranh Quốc-Cộng, năm 1949 ổng chuyển sang giảng dạy tại Đại học quốc lập Đài Loan, và tiếp tục sự nghiệp tại Hoa Kỳ cũng trong năm đó. Từ năm 1949 đến 1968, ông dạy tại Đại học Washington, khởi đầu với tư cách giáo sư thỉnh giảng, và từ năm 1959 là giáo sư cơ hữu.
Công trình để đời của giáo sư họ Tiêu là bộ Lịch sử tư tưởng chính trị Trung Quốc hai quyển tiếng Trung: 中國政治思想史, lần theo những tư tưởng chính trị từ những buổi đầu lịch sử thành văn thời nhà Thương tới đương đại. Bản tiếng Anh của bộ sách này được học giả Trung Hoa học người Mỹ Frederick W. Mote dịch và được Nhà xuất bản Đại học Princeton ấn hành năm 1979, tuy vậy, quyển hai của bộ này chưa bao giờ được dịch qua tiếng Anh. Tiêu Công Quyền hy vọng thế kỷ XX sẽ là hiện thân của 'chủ nghĩa xã hội khai phóng' (tiếng Anh: liberal socialism), và như thế, nối kết các phong trào chính trị của thế kỷ XVIII và XIX.

## Công trình tiêu biểu
- (tiếng Trung) Trung Quốc chính trị tư tưởng sử 中國政治思想史 ("Lịch sử tư tưởng chính trị Trung Quốc"), 2 tập (năm 1945). Trung Khánh: Thương vụ ấn thư quán (商務印書館).

- Tập 1 được Frederick W. Mote dịch sang tiếng Anh với nhan đề A History of Chinese Political Thought, Volume 1: From the Beginning to the Sixth Century AD ("Lịch sử tư tưởng chính trị Trung Quốc, Tập 1: Từ cội nguồn tới thế kỷ VI Công nguyên") (năm 1979). Princeton: Nhà xuất bản Đại học Princeton.

- Rural China: Imperial Control in the Nineteenth Century ("Trung Quốc nông nghiệp: Kiểm soát thời quân chủ thế kỷ XIX") (1960). Seattle: Nhà xuất bản Đại học Washington.
- (tiếng Trung) Vấn học gián vãng lục 問學諫往錄 (1972). Đài Bắc: Truyện ký văn học xuất bản xã (傳記文學出版社).
- Modern China and a New World: Kang Youwei, Reformer and Utopian, 1858–1927 ("Trung Hoa hiện đại và một thế giới mới: Khang Hữu Vi, cải cách và không tưởng") (năm 1975). Seattle, Luân Đôn: Nhà xuất bản Đại học Washington.
- (tiếng Trung) Tiêu Công Quyền tiên sinh toàn tập 蕭公權先生全集 ("Toàn bộ công trình của Ông Tiêu Công Quyền"), 9 tập (năm 1982). Đài Bắc: Liên Kinh xuất bản xã (聯經出版社).

### Dẫn nguồn
1. ↑  Zhou Mingzhi, "Xiao Gongquan (Hsiao Kung-Ch'üan) and American Sinology", Chinese Studies in History, 41:1 (Fall 2007), pp.41-94
2. 1 2 3  Edmund S. K. Fung, The Intellectual Foundations of Chinese Modernity (Cambridge: Cambridge University Press, 2010): 243.
3. ↑  Antoon de Baets, Censorship of Historical Thought: a World Guide, 1945-2000 (Greenwood Publishing Group, 2002): 100.

### Công trình
- "Biography of Hsiao Kung-ch'üan", in David C. Buxbaum, Frederick W. Mote, eds. Transition and Permanence: Chinese History and Culture. A Festschrift in Honor of Dr. Hsiao Kung-ch'uan. Hong Kong: Cathay Press, 1972, xiii-xvi.
- Fung, Edmund S.K. (2010). The Intellectual Foundations of Chinese Modernity. Cambridge: Cambridge University Press.
- (tiếng Trung) Knechtges, David R.. "Wenwen ruya yishusheng – huainian Xiao Gongquan xiansheng 溫文儒雅一書生 – 懷念蕭公權先生" ("A Gentle and Refined Scholar – Remembering Mr. Hsiao Kung-ch'üan"), Zhongguo Shibao 中國時報, 25–ngày 26 tháng 2 năm 1981.
- Tributes to Hsiao Kung–ch'üan. Seattle: School of International Studies, University of Washington. 1981.
- (tiếng Trung) "Tiêu Công Quyền giáo thụ trước tác mục lục 蕭公權教授著作目錄" ("Mục lục trước tác của Giáo sư Tiêu Công Quyền"), Tạp chí Trung Hoa học Thanh Hoa 8 (1970): 496–498.